# Luis González de Alba
Luis González de Alba (Charcas, San Luis Potosí, 1944-Guadalajara, Jalisco, 2 d'octubre de 2016) va ser un literat, periodista i divulgador científic mexicà.

## Obra publicada
Novel·la
- Los días y los años (1971)
- Y sigo siendo sola (1979)
- Jacob, el suplantador (1988)
- Agápi mu (Amor mío) (1993)
- Los derechos de los malos y la angustia de Kepler (1998)
- Cielo de invierno (1999)
- El sol de la tarde (2003) (Nueva versión, 2009)
- Cuchillo de doble filo (2008)
- Otros días, otros años (2008)
- Olga (2010)
- No hubo barco para mí (2013)

Contes
- El vino de los bravos (1981)

Poesia
- Malas compañías (1984)
- El sueño y la vigilia (2006)

Assaig
- Las mentiras de mis maestros (2004)

Divulgació científica
- Bases biológicas de la bisexualidad (1985)
- La orientación sexual: reflexiones sobre la bisexualidad originaria y la homosexualidad (2003)
- La ciencia, la calle y otras mentiras (1989)
- El burro de Sancho y el gato de Schrodinger : un paseo al trote por cien años de física cuántica y su inesperada relación con la conciencia (2000)
- Niño o niña. Las diferencias sexuales (2006)
- Maravillas y misterios de la física cuántica : un paseo por la física del siglo XX y su inesperada relación con la conciencia (2010)

Altres
- Teoría de los grafos en las ciencias sociales (1984)